# 缩硫醛

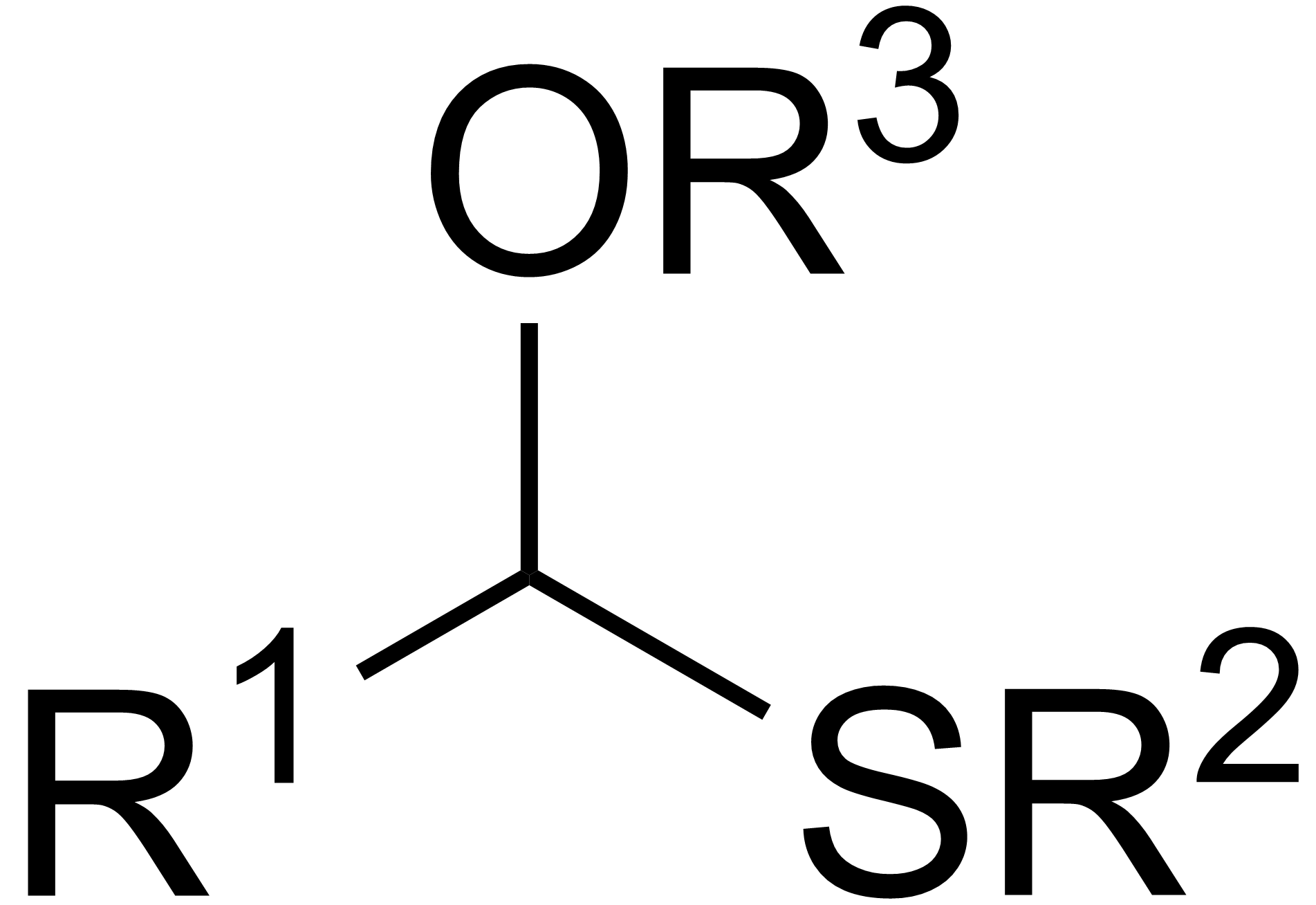
单缩硫醛

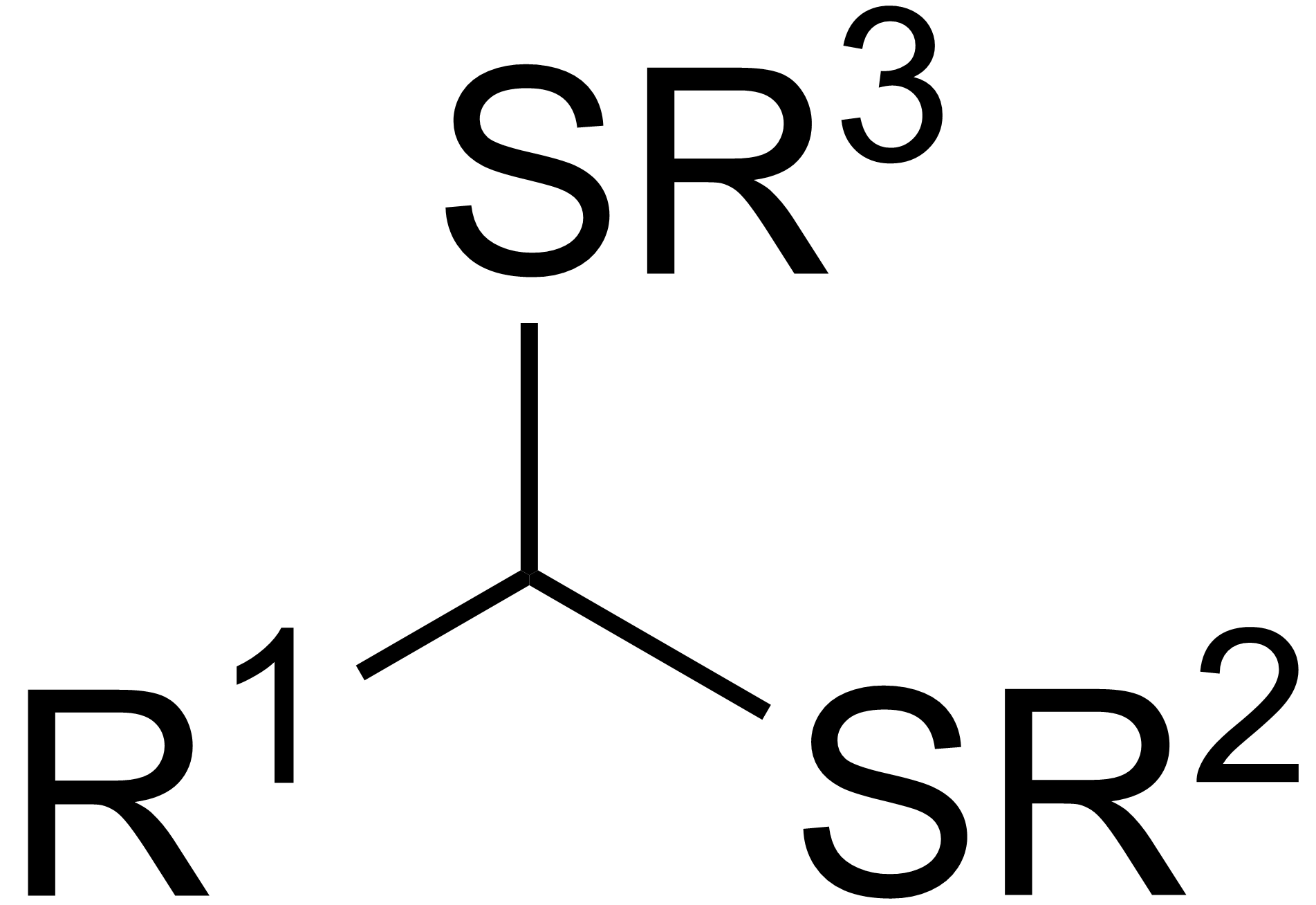
双缩硫醛

缩硫醛（英語：Thioacetal）是缩醛的硫类似物，由醛与硫醇反应而得。其中又分为单缩硫醛和双缩硫醛，分别是醛与一分子醇、一分子硫醇或醛与两分子硫醇缩合的产物。缩硫醛/缩硫酮具有特殊的极性翻转性质，可用于合成。